# Reine Kirche Christi
Die Reine Kirche Christi (englisch Pure Church of Christ) war die erste Abspaltung im Mormonentum. Die Kirche war eine Abspaltung von der Kirche Christi.
Die Reine Kirche Christi wurde in Kirtland in Ohio gegründet. Ihre Gründer waren Wycam Clark, Northrop Sweet und vier andere. Diese glaubten, dass Joseph Smith ein falscher Prophet war. Die Mitglieder dieser Kirche hatten wenige Treffen und trennten sich bald. Nach Reden von George A. Smith, die im mormonischen Journal of Discourses erschienen, hatte die Kirche nie mehr als sechs Mitglieder.
Nach George A. Smith wurde Wycam Clark zur gleichen Zeit getauft wie Sidney Rigdon. Er und ein weiterer Anhänger von Joseph Smith namens Northrop Sweet und vier weitere namentlich nicht bekannte Personen sind verantwortlich für die Gründung der Reinen Kirche Christi.
Zur Zeit der Gründung der Reinen Kirche Christi wurde versucht, für die Gemeinde einen Versammlungsort in Besitz zu nehmen. Eine Ansammlung von Menschen traf sich auf einer Farm, die Isaac Morley gehörte. Sie wurden getauft, aber noch nicht über ihre Pflichten unterrichtet. Diese Menschen behaupteten, dass sie von einem Geist beherrscht würden, dass sie Engel gesehen hätten, und dass Buchstaben vom Himmel herabkämen.
Nachdem Joseph Smith von diesen Ereignissen gehört hatte, ging er nach Kirtland, um diesen Mormonen zu zeigen, dass sie im Irrtum seien. Als Joseph Smith diesen Mormonen die wahre Natur des Geistes und die Unterscheidung von Geistern erklärte, traten viele aus der neu gegründeten Reinen Kirche Christi aus. Unter diesen war Wycam Clark, der behauptete, er sei der Prophet und wahre Offenbarer. Clark hatte die Reine Kirche Christi organisiert und hatte Treffen und Predigten vereinbart.